# Médaille John-Bates-Clark
La médaille John-Bates-Clark est décernée par l'American Economic Association à un économiste de moins de quarante ans « qui a apporté une contribution significative à la pensée et à la connaissance économique ». De son origine à 2009, elle est décernée tous les deux ans. Depuis 2010, elle est décernée tous les ans.
Après le « prix Nobel d'économie », c'est la récompense la plus prestigieuse en économie. D'ailleurs, une proportion importante (en 2020, 13 sur 42) des lauréats décrochent le « Nobel » par la suite.
La médaille porte le nom de l'économiste néo-classique américain John Bates Clark (1847-1938).

## Liste des récipiendaires
| Année | Lauréats                 | Institution                                                 | Nationalité                                            | Prix Nobel (année) |
| 1947  | Paul Samuelson           | Massachusetts Institute of Technology                       | États-Unis                                             | 1970               |
| 1949  | Kenneth E. Boulding      | Université du Michigan                                      | Royaume-Uni                                            |                    |
| 1951  | Milton Friedman          | Université de Chicago                                       | États-Unis                                             | 1976               |
| 1953  | Non attribué             | Non attribué                                                | Non attribué                                           | Non attribué       |
| 1955  | James Tobin              | Université Yale                                             | États-Unis                                             | 1981               |
| 1957  | Kenneth Arrow            | Université Stanford                                         | États-Unis                                             | 1972               |
| 1959  | Lawrence Klein           | Université de Pennsylvanie                                  | États-Unis                                             | 1980               |
| 1961  | Robert Solow             | Massachusetts Institute of Technology                       | États-Unis                                             | 1987               |
| 1963  | Hendrik Houthakker       | Université Harvard                                          | Pays-Bas                                               |                    |
| 1965  | Zvi Griliches            | Université de Chicago                                       | Israël                                                 |                    |
| 1967  | Gary Becker              | Université de Chicago                                       | États-Unis                                             | 1992               |
| 1969  | Marc Nerlove             | Université Yale                                             | États-Unis                                             |                    |
| 1971  | Dale W. Jorgenson        | Université Harvard                                          | États-Unis                                             |                    |
| 1973  | Franklin M. Fisher (en)  | Massachusetts Institute of Technology                       | États-Unis                                             |                    |
| 1975  | Daniel McFadden          | Université de Californie, Berkeley                          | États-Unis                                             | 2000               |
| 1977  | Martin Feldstein         | Université Harvard                                          | États-Unis                                             |                    |
| 1979  | Joseph E. Stiglitz       | Université d'Oxford                                         | États-Unis                                             | 2001               |
| 1981  | Michael Spence           | Université Harvard                                          | États-Unis                                             | 2001               |
| 1983  | James Heckman            | Université de Chicago                                       | États-Unis                                             | 2000               |
| 1985  | Jerry A. Hausman         | Massachusetts Institute of Technology                       | États-Unis                                             |                    |
| 1987  | Sanford J. Grossman (en) | Université de Princeton                                     | États-Unis                                             |                    |
| 1989  | David M. Kreps           | Université Stanford                                         | États-Unis                                             |                    |
| 1991  | Paul Krugman             | Massachusetts Institute of Technology                       | États-Unis                                             | 2008               |
| 1993  | Lawrence Summers         | Banque mondiale                                             | États-Unis                                             |                    |
| 1995  | David Card               | Université de Princeton                                     | Canada                                                 | 2021               |
| 1997  | Kevin Murphy             | Université de Chicago                                       | États-Unis                                             |                    |
| 1999  | Andrei Shleifer          | Université Harvard                                          | États-Unis                                             |                    |
| 2001  | Matthew Rabin            | Université de Californie, Berkeley                          | États-Unis                                             |                    |
| 2003  | Steven Levitt            | Université de Chicago                                       | États-Unis                                             |                    |
| 2005  | Daron Acemoğlu           | Massachusetts Institute of Technology                       | Turquie États-Unis                                     | 2024               |
| 2007  | Susan Athey              | Massachusetts Institute of Technology                       | États-Unis                                             |                    |
| 2009  | Emmanuel Saez            | Université de Californie, Berkeley                          | France États-Unis                                      |                    |
| 2010  | Esther Duflo             | Massachusetts Institute of Technology                       | France États-Unis                                      | 2019               |
| 2011  | Jonathan Levin           | Université Stanford                                         | États-Unis                                             |                    |
| 2012  | Amy Finkelstein          | Massachusetts Institute of Technology                       | États-Unis                                             |                    |
| 2013  | Raj Chetty               | Université Harvard                                          | États-Unis                                             |                    |
| 2014  | Matthew Gentzkow         | Université de Chicago                                       | États-Unis                                             |                    |
| 2015  | Roland Fryer             | Université Harvard                                          | États-Unis                                             |                    |
| 2016  | Yuliy Sannikov           | Université de Princeton                                     | Ukraine                                                |                    |
| 2017  | Dave Donaldson           | Université Stanford                                         | Royaume-Uni, Canada, Résident permanent aux États-Unis |                    |
| 2018  | Parag Pathak             | MIT                                                         | États-Unis                                             |                    |
| 2019  | Emi Nakamura             | Université de Californie, Berkeley                          | États-Unis, Canada                                     |                    |
| 2020  | Melissa Dell             | Université Harvard                                          | États-Unis                                             |                    |
| 2021  | Isaiah Andrews (en)      | Université Harvard                                          | États-Unis                                             |                    |
| 2022  | Oleg Itskhoki (en)       | Université de Californie, Los Angeles                       | États-Unis Russie                                      |                    |
| 2023  | Gabriel Zucman,          | Université de Californie, Berkeley Ecole normale supérieure | France                                                 |                    |
| 2024  | Philipp Strack           | Yale University                                             | Grèce Allemagne                                        |                    |
| 2025  | Stefanie Stantcheva      | Université Harvard                                          | France                                                 |                    |